# سسیلیا فورش
سسیلیا فورش (انگلیسی: Cecilia Forss؛ زادهٔ ۱۲ ژوئن ۱۹۸۵) هنرپیشه اهل سوئد است.